# Ханиш, Кэрол
Кэрол Ханиш (англ. Carol Hanisch; род. 1942) — американская радикальная феминистка, наиболее известная своей статьёй 1969 года «Личное — это политическое» (англ. Personal is political) и акцией протеста в ходе конкурса «Мисс Америка» в 1968 году.

## Биография
Родилась и выросла в глубинке в штате Айова, работала местным газетным корреспондентом в Де-Мойне. В 1965 году присоединилась к группе общественных активистов Delta Ministry, занимавшейся помощью бедному темнокожему населению в штате Миссисипи. Познакомившись там с активистами Анной Брэйден и Карлом Брэйденом, лидерами Образовательного фонда Южной конференции (SCEF), Ханиш вскоре стала менеджером представительства фона в Нью-Йорке.
На рубеже 1960-70-х гг. организованные Ханиш встречи группы «Радикальные женщины Нью-Йорка» стали местом выработки многих идейных позиций и практик, важных для дальнейшего развития феминистского движения. Широкий резонанс вызвала акция протеста 7 сентября 1968 года, когда Ханиш и ещё три женщины вывесили баннеры и выкрикивали лозунг «Освобождение женщинам!» (англ. Women's Liberation!) в зале, где проходил конкурс «Мисс Америка», протестуя против объективации женского тела.